# Roger Van Hool
Roger Van Hool est un acteur belge né le 27 septembre 1940 à Anvers et mort à Paris le 28 août 2023,. Il a travaillé dans le cinéma et également joué dans de nombreuses séries pour la télévision. En 1977, il reçoit l'Ève du Théâtre.

## Biographie
Roger Van Hool est né à Anvers. Il parlait anversois avec sa mère et français avec son père. Pour améliorer son français, il est envoyé dans un pensionnat à Nivelles. Il a commencé sa carrière d'acteur avec le Nederlands Kamertoneel (nl) à Anvers. Ensuite, il s'installe à Paris et fait partie de la production théâtrale Le Knack (1966). Au cours des années suivantes, il travaille sur plusieurs productions françaises de théâtre, de cinéma et de télévision. Dans les années 1960, par exemple, il a eu des rôles dans des films comme Oscar (1967) ou La Chamade (1968).
Dans les années 1970, il collabore avec le cinéaste belge André Delvaux sur Rendez-vous à Bray (1971) et Femme entre chien et loup (1979). . Dans les années 1980, Van Hool tient également des rôles dans La Femme d'à côté (1981) de François Truffaut et Iris (1987) de Mady Saks.
Par la suite, Van Hool a cessé ses activités pendant quelques années et s'est retiré dans les Pyrénées. Au milieu des années 1990, il revient de sa retraite pour De ooggetuige, un film belge flamand du réalisateur Émile Degelin.
Roger Van Hool meurt à Paris des suites d'une maladie à l'âge de 83 ans.

## Filmographie

### Cinéma
- 1967 : Oscar d'Édouard Molinaro : Oscar
  - Des garçons et des filles de Etienne Perier : Jean claude
  - À tout casser de John Berry
- 1968 : La Chamade d'Alain Cavalier
  - La prisonnière de Henri-Georges Clouzot
  - Catherine, il suffit d'un amour de Bernard Borderie : Arnaud de Montsalvy
- 1970 : Et qu'ça saute ! de Guy Lefranc
- 1971 : Rendez-vous à Bray d'André Delvaux
- 1972 : Louisa, un mot d'amour de Paul Collet et Pierre Drouot
  - Dernier appel (L'assassino... è al telefono) d'Alberto De Martino
- 1973 : Prenez garde aux moroses de Paul Vecchiali
- 1974 : Le Soldat Laforêt de Guy Cavagnac
- 1976 : Krystyna et sa nuit de Charles Conrad
- 1977 : Le Jardin des supplices, de Christian Gion
- 1979 : Femme entre chiens et loups d'André Delvaux
- 1981 : L'Enfant-roi de René Féret
- 1981 : La Femme d'à côté de François Truffaut
- 1982 : Une femme en fuite de Maurice Rabinowicz : Gi
- 1988 : Un été d'orages de Charlotte Brandström
- 2001 : Tanguy d'Étienne Chatiliez
- 2002 : Ah ! si j'étais riche de Michel Munz et Gérard Bitton
- 2005 : Aux Abois de Philippe Collin
- 2007 : Dialogue avec mon jardinier de Jean Becker : Tony, le peintre "aux japonais"
- 2009 : Erreur de la banque en votre faveur de Michel Munz et Gérard Bitton
- 2014 : United Passions de Frédéric Auburtin
  - Catacombes de John Erick Dowdle
- 2016 : L'Odyssée de Jérôme Salle : Daniel Cousteau
- 2019 : La Vérité d'Hirokazu Kore-eda
- 2020 : Adorables de Solange Cicurel

### Télévision
- 1972 : Pot-Bouille d'Yves-André Hubert: Octave Mouret
- 1972 : Les Évasions célèbres, épisode Jacqueline de Bavière : Philippe le Bon
- 1973 : Prenez garde aux moroses de Paul Vecchiali
- 1974 : Madame Baptiste de Claude Santelli
- 1975 : L'Inspecteur Wens : Six hommes morts - Les Grands Détectives de Jean Herman : L'inspecteur Wens
- 1976 : Les Enquêtes du commissaire Maigret (série télévisée) épisode Maigret a peur de Jean Kerchbron
- 1978 : Une Petite femme aux yeux bleus, réalisateur Teff Erhat : François Desgrez d'après le roman d'Irène Stecyk.
- 1979 : Histoires de voyous : La Belle affaire de Pierre Arago
- 1982 : Au théâtre ce soir : La Foire aux sentiments de Roger Ferdinand, mise en scène Jean Kerchbron, réalisation Pierre Sabbagh, Théâtre Marigny
- 1989 : Le Banquet de Marco Ferreri
- 1991 : Marie Curie, une femme honorable de Michel Boisrond
- 1996 : La Nouvelle Tribu de Roger Vadim (mini-série)
- 1997 : Un coup de baguette magique de Roger Vadim
- 2002 : Y a pas d'âge pour s'aimer de Thierry Chabert
- 2004 : Un parfum de Caraïbes de Michaël Perrotta
- 2004 : Les Cordier, juge et flic : Henri Lhandes (épisode Temps mort)

## Théâtre
- 1966 : Le Knack d'Ann Jellicoe, mise en scène Michel Fagadau, Théâtre de la Gaîté-Montparnasse
- 1967 : Château en Suède de Françoise Sagan, mise en scène André Barsacq, Théâtre de l'Atelier
- 1968 : Dans le vent de Roger Planchon, mise en scène de l'auteur, Théâtre de la Cité de Villeurbanne
- 1968 : Le Knack d'Ann Jellicoe, mise en scène Michel Fagadau, Théâtre de la Gaîté-Montparnasse
- 1977 : Caligula de Daniel  Scahaise
- 1981 : Un habit pour l'hiver de Claude Rich, mise en scène Georges Wilson, Théâtre des Célestins
- 1982 : La Foire aux sentiments de Roger Ferdinand, mise en scène Jean Kerchbron, Au théâtre ce soir
- 1984 : L'Art de la comédie d'Eduardo De Filippo, mise en scène Jean Mercure, Théâtre de la Ville
- 1986 : Les Crachats de la lune de Gildas Bourdet, mise en scène de l'auteur, Théâtre de La Salamandre, Théâtre de la Ville
- 1988 : L'Étrange Intermède d'Eugene O'Neill, mise en scène Jacques Rosner, Théâtre Sorano Toulouse, Théâtre des Treize Vents en 1989
- 1995 : Le Bonheur des autres de Michael Frayn, mise en scène Jean-Luc Moreau, Théâtre Fontaine
- 1996 : Le Roman de Lulu de David Decca, mise en scène Didier Long, Petit Théâtre de Paris
- 2000 : Tokyo Bar Hôtel de Tennessee Williams, mise en scène Armand Delcampe, tournée
- 2003 : Et la nuit chante de Jon Fosse, mise en scène Frédéric Bélier-Garcia, Théâtre du Rond-Point
- 2012 : Les Menteurs d'Anthony Neilson, mise en scène Jean-Luc Moreau, Théâtre de la Porte-Saint-Martin